# Antonio Isasi-Isasmendi
Antonio Isasi-Isasmendi Lasa (Madrid, 1927. március 22. – Ibiza, 2017. szeptember 28.) spanyol filmrendező, forgatókönyvíró, vágó, producer.

## Filmjei
- Noche flamenca (1946, dokumentum-rövidfilm, vágó)
- El ángel gris (1947, vágó)
- Canción mortal (1948, vágó)
- Pacto de silencio (1949, vágó)
- En un rincón de España (1949, vágó)
- Mi adorado Juan (1950, vágó)
- Un soltero difícil (1950, vágó)
- Apartado de correos 1001 (1950, forgatókönyvíró, vágó)
- Barcelona es bona (1950, dokumentum-rövidfim, rendező, forgatókönyvíró)
- Me quiero casar contigo (1951, vágó)
- Duda (1951, vágó)
- La forastera (1952, vágó)
- Último día (1952, vágó)
- Juzgado permanente (1953 vágó)
- Once pares de botas (1954, vágó)
- Relato policíaco (1954, rendező, forgatókönyvíró)
- Lo que nunca muere (1955, vágó)
- La huida (1956, rendező, forgatókönyvíró)
- Rapsodia de sangre (1958, rendező, forgatókönyvíró, producer)
- Pasión bajo el sol (1958, rendező, forgatókönyvíró)
- Diego Corrientes (1959, rendező, forgatókönyvíró, producer)
- Sentencia contra una mujer (1960, rendező, forgatókönyvíró)
- Vamos a contar mentiras (1961, rendező, forgatókönyvíró)
- La mentira tiene cabellos rojos (1962, rendező, forgatókönyvíró, producer)
- Tierra de todos (1962, rendező, producer)
- La máscara de Scaramouche (1963, rendező, forgatókönyvíró)
- Escuadrilla de vuelo (1963, forgatókönyvíró, producer)
- Isztambul-akció (Estambul 65) (1965, rendező, forgatókönyvíró, producer)
- Después del gran robo (1967, producer)
- El Baldiri de la costa (1968, forgatókönyvíró, producer)
- Las Vegas, 500 millones (1968, rendező, forgatókönyvíró, producer)
- El abogado, el alcalde y el notario (1969, forgatókönyvíró)
- Los monstruos del terror (1970, rendező)
- Un verano para matar (1972, rendező, forgatókönyvíró, producer)
- Rafael en Raphael (1975, dokumentumfilm, rendező, forgatókönyvíró, producer)
- El perro (1977, rendező, forgatókönyvíró, operatőr)
- Lővonalban (On the Line) (1984, producer)
- Goya (1985, tv-film, forgatókönyvíró, három epizód)
- El aire de un crimen (1988, rendező, forgatókönyvíró)